# Ґадір (радар)

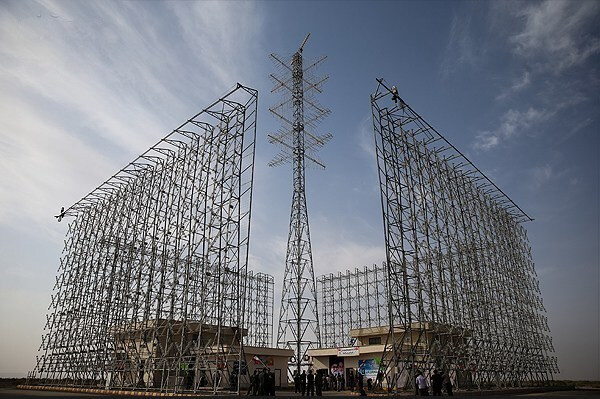
Радар раннього попередження Ghadir у 2014 році

РЛС з фазованою решіткою «Ґадір» (перс. رادار آرایه فازی قدیر) — іранський загоризонтний стаціонарний радар метрового діапазону хвиль, з задекларованою дальністю 1100 км і здатністю відстежувати цілі на висоті 300 км. Радар «Ґадір» є експортним варіантом російського стаціонарного радара «Резонанс-Н».

## Історія
Радар був представлений Корпусом вартових Ісламської революції у 2012. Згідно з офіційними військовими джерелами, радар здатний виявляти повітряні цілі, літаки-невидимки, крилаті та балістичні ракети, а також низькоорбітальні (LEO) супутники. Радар вперше випробували під час навчань The Great Messenger 6 у 2015.
Церемонію відкриття провів бригадний генерал Фарзад Ісмаїлі, командир бази ППО Хатам аль-Анбія. Усі етапи дослідження, проєктування та виробництва проводилися під егідою ВПС КВІР.
У жовтні 2024 року авіаудари Ізраїлю по іранських військових об'єктах включали атаки на два радіолокаційні пункти «Ґадір» поблизу іракського кордону.
У 2025 році, під час ірано-ізраїльської війни 2025 року, повідомлялося, що Армія оборони Ізраїлю знищила щонайменше шість радарів «Ґадір», згідно з супутниковими знімками.

## Радар

### Будова
Радар являє собою квадрат що складається з чотирьох бічних секцій, перпендикулярних до землі, висотою 20 та довжиною 44 метри. На кожній з цих секцій встановлено 128 антен у матриці з 16 стовпців та 8 рядів, тобто загалом радар має 512 антен. Сукупність цих антен разом з їхньою ґратчастою продуктивністю забезпечує характеристики фазованої ґратчастої радіолокаційної решітки високого класу.

### Розміщення
Станом на 2023 рік було відомо про сім радарів типу «Ґадір».
У 2025 список розширився до 9: